# 基斯堡鎮區 (伊利諾伊州默瑟縣)
基斯堡鎮區（英語：Keithsburg Township）是位於美國伊利諾伊州默瑟縣的一個行政鎮區。

## 地方資料
根據2010年美國人口普查的數據，基斯堡鎮區的面積為51.40平方千米，當中陸地面積為46.60平方千米，而水域面積為4.80平方千米。當地共有人口647人，而人口密度為每平方千米12.59人。